# STS-46
STS-46 var den fyrtionionde flygningen i det amerikanska rymdfärjeprogrammet, den tolfte flygningen med rymdfärjan Atlantis. Den sköts upp från Pad 39A vid Kennedy Space Center i Florida den 31 juli 1992. Efter drygt fyra dagar i omloppsbana runt jorden återinträdde rymdfärjan i jordens atmosfär och landade vid Kennedy Space Center.